# کوه مهرگان

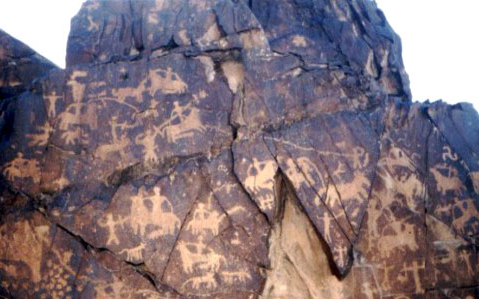
تصویری از سنگ نگاره های کوه مهرگان

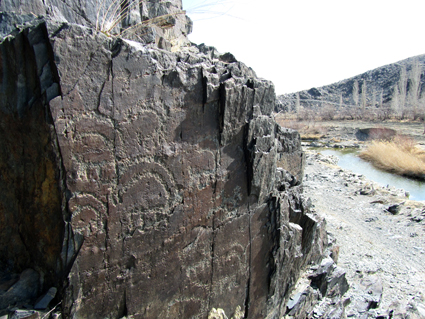
تصویری دیگر از سنگ نگاره های کوه مهرگان

کوه مهرگان، تپه‌ای باستانی در چند کیلومتری شهرستان سراوان، در منطقهٔ بلوچستان، استان سیستان و بلوچستان که ممکن است در این تپه باستانی آئین زرتشتی توسط مردم بلوچ انجام می شد. در محدودهٔ همین تپه سنگ‌نگاره‌هایی با قدمت هزاران سال قبل از میلاد کشف شده‌است.
این تپه در حومهٔ شرقی شهرستان سراوان و در حد فاصل دو جادهٔ آسفالتهٔ سراوان به روستای دزک و همچنین جادهٔ آسفالته دیگر سراوان به آسپیچ محمدی و کوهک و در موازات آن قرار گرفته‌است. 
مردم محلی از این تپه به نام کوه مهرگان یاد می‌کنند که بر فراز آن و بر روی سطح صخره‌هایش نقوش متنوعی نقش شده بود و از نیاکان خود نقل می کنند که در روز های معینی بر روی این تپه آتش روشن می کردند و مراسم نیایش اهورامزدا را انجام می دادند این کوه و سنگ‌نگاره‌های باستانی آن ثبت ملی شده‌اند اما پس از ظهور اسلام تمامی بلوچ های ایران مسلمان می شوند که در نتیجه این آئین کم کم از بین می رود و متأسفانه در حال حاضر فقط بخش اندکی از آن‌ها باقی مانده‌است. بر فراز کوه مهرگان، که کوهی کم‌ارتفاع است و در حدود ۴۰ متر ارتفاع دارد، بر روی صخره‌های نسبتاً صاف و هموار آن، نقوش فراوانی دیده می‌شود که از جملهٔ مهم‌ترین موضوعات آن‌ها می‌توان به نقوش شکار حیوانات علف‌خواری همانند غزال، جبیر و بز کوهی اشاره کرد. همچنین آثاری از نقوش انسانی یا حیوانی همچون نقش دو انسان در حال گفتگو با یکدیگر یا نقش یک بز و یک غزال یا جبیر نیز در میان سنگ‌نگاره‌های کوه مهرگان به چشم می‌آید